# Naoufel Ouertani
Pour les articles homonymes, voir Ouertani.
 (juillet 2012).
Naoufel Ouertani (arabe : نوفل الورتاني), né en 1978 à Bizerte, est un animateur de télévision et de radio tunisien.

## Biographie
Il grandit et étudie à Bizerte, sa ville natale : il passe son baccalauréat en 1996 puis obtient en 2000 une maîtrise à l'Institut de presse et des sciences de l'information. Il commence à travailler pour un journal jusqu'à la fin novembre 2003, date où il rejoint Mosaïque FM pour animer une émission de sport. 
En 2012, il anime l'émission Midi Show sur Mosaïque FM et sa propre émission de télévision, Labès, chaque samedi sur Ettounsiya TV, depuis le 30 octobre 2011. Il écrit, par ailleurs, le scénario de Bent Walad, inspirée par Un gars, une fille.
Lors d'une émission de Labès, il fait appel à un faux djihadiste revenant de Syrie. Cette supercherie est rapidement découverte par un site web qui révèle que le djihadiste a fait de fausses déclarations. Les conséquences de cette émission sont désastreuses pour ce dernier, ce qui pousse sa famille à porter plainte contre l'animateur pour manipulation.
En septembre 2016, il rejoint l'équipe de Jawhara FM.
Selon les études élaborées par Sigma Conseil en 2017, Ouertani est toujours à la tête de l'audimat en Tunisie avec ses deux émissions sur El Hiwar El Tounsi : Labès et Omour Jedia.

## Vie privée
Le 2 juillet 2010, Naoufel Ouertani épouse Jihene Miled, animatrice sur Mosaïque FM. Le couple a accueilli son premier enfant en 2014.

## Présentateur
- 2009 et 2013-2015 : Klem Ennes
- 2011-2022 : Labès
- 2012 : Midi Show
- 2016-2018 : Omour Jedia
- 2017-2019 : Ahla Sbah
- 2018-2020 : Idhak Maana
- 2020-2021 : Liman Yadhak Fakat
- 2022-2023 : Labès Maa Naoufel
- 2023-2024 : Ahna Labes
- 2024-2025 : Zone Libre

## Scénariste
- 2011-2012 : La Logique politique
- 2012 : Bent Walad
- 2016 : Denya Okhra

## Théâtre
- 2010 : Ettounsi.com avec Jaafar Guesmi[7]
- 2012 : Labes Comedy Show avec la participation de Mohamed Arbi Mezni, Fayçal Hdhiri et Bassem Hamraoui